# Bernhard Pattenhausen
Bernhard Nikolaus Philipp Pattenhausen (* 7. Juli 1855 in Hamburg; † 25. August 1926 in Darmstadt) war ein deutscher Geodät.

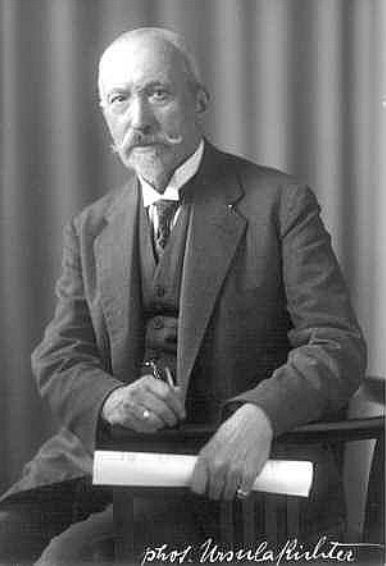
Bernhard Pattenhausen, fotografiert um 1920 von Ursula Richter

## Leben
Als zwölftes Kind einer Kaufmannsfamilie studierte Pattenhausen von 1872 bis 1876 Ingenieurwissenschaften an der Polytechnischen Hochschule Karlsruhe. Danach war er zwei Jahre lang als Assistent für Wilhelm Jordan tätig. Seine Habilitation erfolgte im Jahr 1889. Er arbeitete mehrere Jahre als Vermessungsingenieur an der Herzoglichen Forsteinrichtungsanstalt in Braunschweig und wurde 1893 zum braunschweigischen Landesvermessungsdirektor ernannt. Im selben Jahr erhielt Pattenhausen einen Ruf als ordentlicher Professor für Geodäsie an die Technische Hochschule Dresden, deren Rektor er zugleich in den Jahren 1907/1908 war.
Ab 1894 bekleidete Pattenhausen außerdem das Amt des Direktors des Mathematisch-Physikalischen Salons zu Dresden. Von 1904 bis 1919 war er Vorsitzender des Vereins für Erdkunde zu Dresden. 1906 wurde er zu Geheimen Hofrat ernannt. Die Technische Universität Braunschweig verlieh ihm 1926 die Ehrendoktorwürde. Pattenhausen starb am 25. August 1926 an einem Schlaganfall. Sein Grab befindet sich auf dem Urnenhain Tolkewitz.
Bearbeitete Schriften
Zusammenstellung der Schriften über Landesvermessung, sowie der Karten und Pläne des Herzogthums Braunschweig und des Harzes. Ein Beitrag zu der Literatur über Landeskunde, Braunschweig um 1887.